# Pseudorhacochelifer schurmanni
Pseudorhacochelifer schurmanni är en spindeldjursart som beskrevs av Beier 1976. Pseudorhacochelifer schurmanni ingår i släktet Pseudorhacochelifer och familjen tvåögonklokrypare. Inga underarter finns listade i Catalogue of Life.